# Unité urbaine de Fontainebleau
L'unité urbaine de Fontainebleau est une unité urbaine française centrée sur les communes d'Avon et Fontainebleau, sous-préfecture de Seine-et-Marne, en région Île-de-France.

## Données globales
Dans le zonage réalisé par l'Insee en 2010, l'unité urbaine était composée de cinq communes, situées dans le département de Seine-et-Marne, plus précisément dans l'arrondissement de Fontainebleau.
Dans le nouveau zonage réalisé en 2020, elle est composée des cinq mêmes communes.
En 2022, avec 36 953 habitants, elle représente la 4e unité urbaine du département de Seine-et-Marne et occupe également le 4e rang dans la région Île-de-France.
En 2022, sa densité de population s'élève à 188 hab/km2. Par sa superficie, elle représente 3,3 % du territoire départemental et, par sa population, elle regroupe 2,54 % de la population du département de Seine-et-Marne.

## Composition de l'unité urbaine en 2020
Elle est composée des cinq communes suivantes :
| Nom                | Code Insee | Département    | Statut       | Superficie (km2) | Population (dernière pop. légale) | Densité (hab./km2) | Modifier                                    |
| ------------------ | ---------- | -------------- | ------------ | ---------------- | --------------------------------- | ------------------ | ------------------------------------------- |
| Avon               | 77014      | Seine-et-Marne | ville-centre | 3,83             | 13 526 (2022)                     | 3 532              | modifier les données · modifier les données |
| Fontainebleau      | 77186      | Seine-et-Marne | ville-centre | 172,05           | 15 787 (2022)                     | 92                 | modifier les données · modifier les données |
| Héricy             | 77226      | Seine-et-Marne | banlieue     | 10,68            | 2 511 (2022)                      | 235                | modifier les données · modifier les données |
| Samoreau           | 77442      | Seine-et-Marne | banlieue     | 5,65             | 2 409 (2022)                      | 426                | modifier les données · modifier les données |
| Vulaines-sur-Seine | 77533      | Seine-et-Marne | banlieue     | 4,42             | 2 720 (2022)                      | 615                | modifier les données · modifier les données |

## Évolution démographique
| 1968   | 1975   | 1982   | 1990   | 1999   | 2010   | 2015   | 2021   |
| ------ | ------ | ------ | ------ | ------ | ------ | ------ | ------ |
| 34 729 | 36 044 | 35 629 | 35 706 | 36 713 | 36 550 | 36 517 | 37 273 |

#### Données générales
- Unité urbaine
- Aire d'attraction d'une ville
- Liste des unités urbaines de France

#### Données démographiques en rapport avec l'unité urbaine de Fontainebleau
- Aire d'attraction de Paris
- Arrondissement de Fontainebleau

#### Données démographiques en rapport avec la Seine-et-Marne
- Démographie de Seine-et-Marne